# 茂業國際
茂業國際控股有限公司 (港交所：848)，簡稱茂業國際或茂業百貨，是中國廣東省深圳市最大型的百貨公司，主營的廣東、四川、江蘇、重慶的百貨零售業務並經營地產業務
公司成立於1996年，總部設在深圳。
茂業曾經在2000年及2008年1月兩度因香港股市低迷而推遲在香港交易所上市。 不過，它最終在2008年5月4日上市，首日收市報$3.04港元，較招股價$3.1港元跌2%。

## 旗下门店

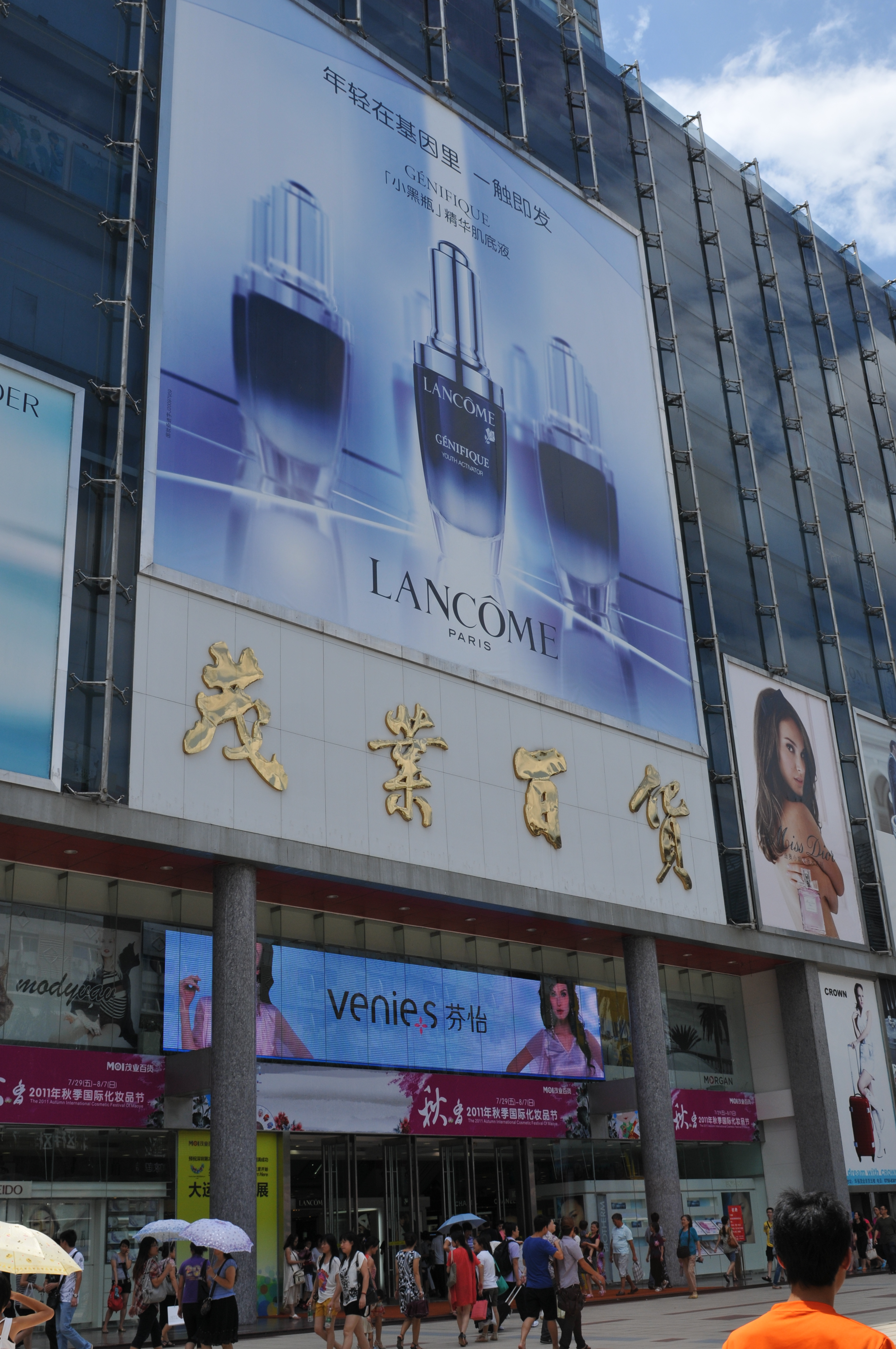
茂业百货华强北店（现为茂业华强天地）
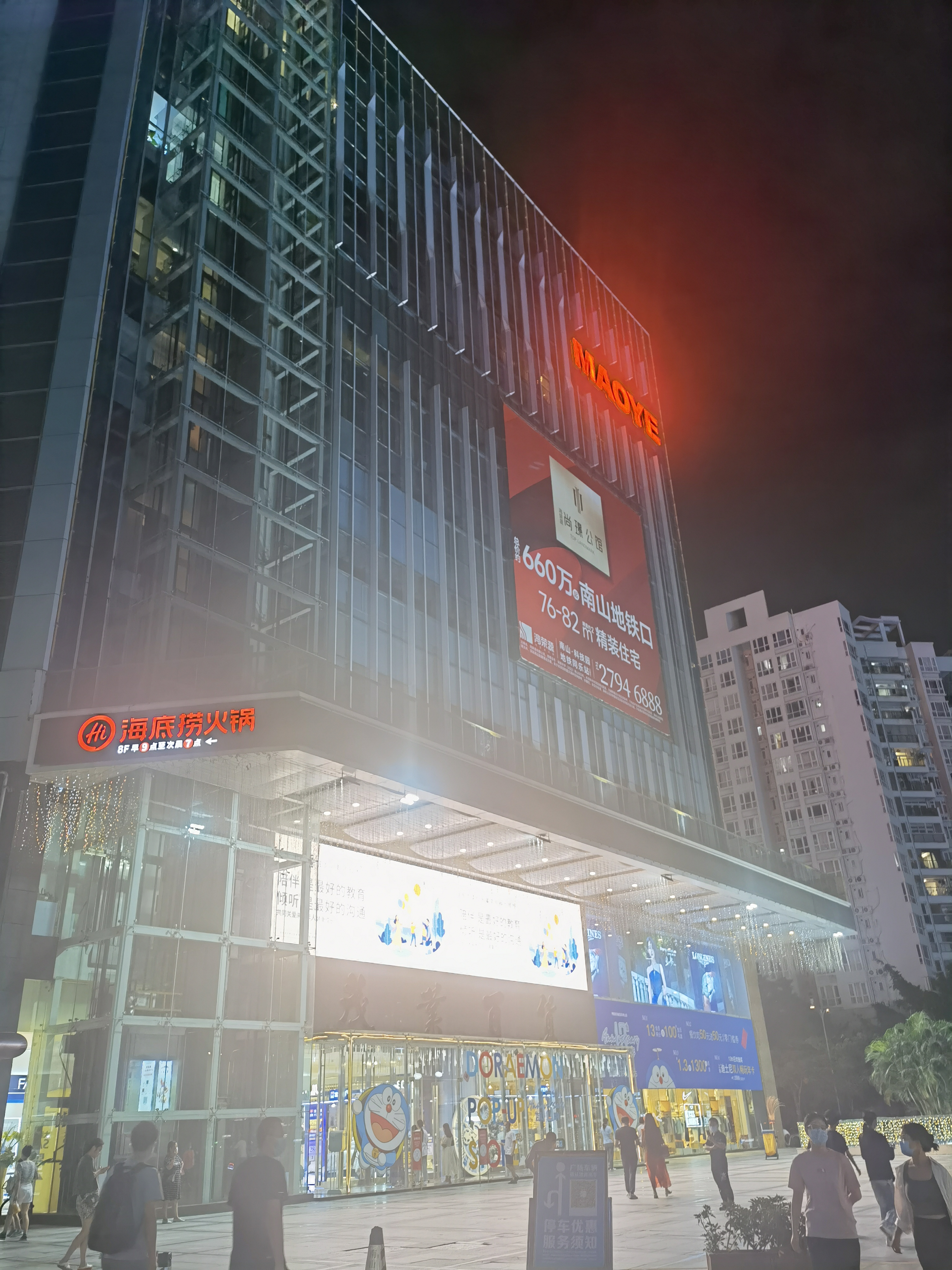
茂业百货南山店

## 連結
- 茂業國際控股有限公司 （页面存档备份，存于）